# Ваймеа (округ Кауаї, Гаваї)
Ваймеа (англ. Waimea) — переписна місцевість (CDP) в США, в окрузі Кауаї штату Гаваї. Населення — 2057 осіб (2020).

## Географія
Ваймеа розташована за координатами 21°57′59″ пн. ш. 159°40′10″ зх. д. / 21.96639° пн. ш. 159.66944° зх. д. (21.966496, -159.669388).  За даними Бюро перепису населення США в 2010 році переписна місцевість мала площу 5,62 км², з яких 4,77 км² — суходіл та 0,85 км² — водойми.

## Демографія
Згідно з переписом 2010 року, у селищі мешкало 1855 осіб у 655 домогосподарствах у складі 459 родин. Густота населення становила 330 осіб/км².  Було 756 помешкань (135/км²).
Расовий склад населення:
| - 34,0 % — азіатів - 17,5 % — білих - 12,3 % — вихідців з тихоокеанських островів - 0,6 % — чорних або афроамериканців - 0,5 % — корінних американців |

До двох чи більше рас належало 34,8 %. Частка іспаномовних становила 8,0 % від усіх жителів.
За віковим діапазоном населення розподілялося таким чином: 21,1 % — особи молодші 18 років, 60,8 % — особи у віці 18—64 років, 18,1 % — особи у віці 65 років та старші. Медіана віку мешканця становила 44,0 року. На 100 осіб жіночої статі у селищі припадало 99,9 чоловіків;  на 100 жінок у віці від 18 років та старших — 93,9 чоловіків також старших 18 років.
Середній дохід на одне домашнє господарство  становив 83 220 доларів США (медіана — 69 750), а середній дохід на одну сім'ю — 95 474 долари (медіана — 74 318). За межею бідності перебувало 13,1 % осіб, у тому числі 18,8 % дітей у віці до 18 років та 3,1 % осіб у віці 65 років та старших.
Цивільне працевлаштоване населення становило 824 особи. Основні галузі зайнятості: освіта, охорона здоров'я та соціальна допомога — 22,9 %, мистецтво, розваги та відпочинок — 22,7 %, публічна адміністрація — 10,7 %, науковці, спеціалісти, менеджери — 8,9 %.